# پازنان
پازنان، مرکز دهستان سپیدار و روستایی از توابع بخش سپیدار شهرستان بویراحمد در استان کهگیلویه و بویراحمد ایران است.

## جمعیت
این روستا در دهستان سپیدار قرار دارد و براساس سرشماری مرکز آمار ایران در سال ۱۳۹۵، جمعیت آن ۱۸۶ نفر (۵۵ خانوار) بوده‌است.